# Тютюнник, Владимир Григорьевич
Владимир Григорьевич Тютюнник (12 октября 1954, Кировоград — 1 ноября 2018, Уссурийск) — народный артист Российской Федерации (2005), советский и российский актёр Драматического театра Восточного военного округа в городе Уссурийске Приморского края, преподаватель и режиссёр.
Являлся единственным в Уссурийске народным артистом России.

## Биография
Служил в театре ДВО с 1975 года по 2018 год. Сыграл более 200 ролей. Среди них и «военные» роли — лейтенант Савицкий в спектакле «Танки уходят в ночь», капитан Рубцов в «Перебежчике», полковник Савельев («Так и будет»), генерал Жарков («Полынь») и роли в классических постановках — Шельменко в «Шельменко-денщике», Жозеф в «Месье Амедее», Бабс в «Донне Люции».
Снялся в роли генерала американской армии в международном телесериале «Корейская война».
В 2004 году снялся в 6-серийном сериале «Спец» в роли милиционера.
В 2006 году издательство Зебра-Е выпустило по сериалу книгу «Спец».
С 1990 и до самой смерти Владимир Тютюнник работал педагогом театрального отделения Приморского краевого колледжа культуры, преподавал все театральные дисциплины — режиссуру, мастерство актёра, сценические движения, грим, речь.